# Civitas Alisinensium
Die Civitas Alisinensium war eine Verwaltungseinheit (Civitas) im rechtsrheinischen Teil der römischen Provinz Germania superior (Obergermanien) ungefähr im Bereich zwischen Neckar und Elsenz. Der Hauptort lag im heutigen Bad Wimpfen.

## Name

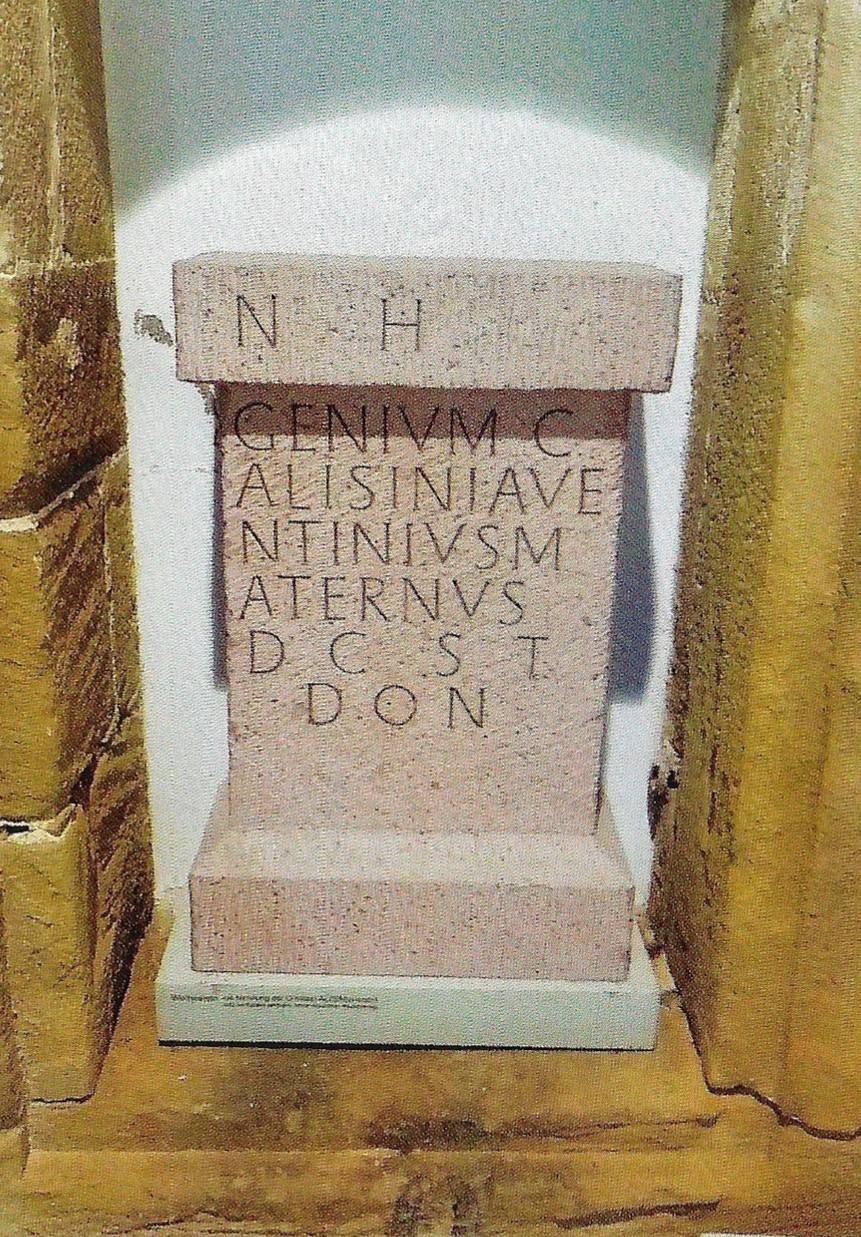
Römischer Weihestein mit Nennung der Civitas im Museum im Steinhaus

Ein im Jahr 1852 in Bonfeld gefundener Inschriftenstein ist der bisher einzige Beleg für den Namen der Verwaltungseinheit:

“In h(onorem) [d(omus) d(ivinae)] genium c(ivitatis) Alisin(ensium) L(ucius) Aventinius Maternus d(ecurio) c(ivitatis) S(---) T(---)  don(avit)”

„Zu Ehren des Kaiserhauses hat der Bezirksrat Lucius Aventinius Maternus dem Genius der Civitas Alisinensium gestiftet“

Lucius Aventinius Maternus war Decurio einer noch nicht lokalisierten Civitas mit den Initialen S. T. Eine Kopie des Weihesteins befindet sich heute im Museum im Steinhaus in Bad Wimpfen.

## Geographie
Die Grenzen der Civitas sind vollständig unbekannt. Im Norden, vielleicht bis zum südöstlichen Ausläufer des Odenwaldes, grenzte sie an die Civitas Auderiensium, die ungefähr hauptsächlich das heutige Südhessen umfasste. Im Westen befand sich ungefähr im Bereich der heutigen Kurpfalz die Civitas Ulpia Sueborum Nicrensium. Ebenso ist nicht gesichert, wo die Grenze zur Civitas Aurelia G.. (S..)  jenseits des Neckars lag. Wie weit die Verwaltungseinheit Alisinensium nach Süden reichte oder welche sich dort angrenzte, ist nach aktuellem Wissensstand spekulativ.
Dass der Hauptort im römischen Bad Wimpfen vermutet wird, beruht auf der regionalen Bedeutung der stadtähnlichen Siedlung, konnte jedoch noch nicht beispielsweise anhand eines Leugensteins nachgewiesen werden.

## Geschichte
Nach der Varusschlacht blieben der Rhein und die Donau zunächst die Grenzen des Römischen Reichs. Unter Kaiser Vespasian (69 bis 79 n. Chr.) wurden die Kinzigtalstraße entlang der Kinzig gebaut und dabei erste rechtsrheinische Gebiete in Besitz genommen. In dem Zusammenhang wurden in den 70er-Jahren des 1. Jahrhunderts auch Kastelle in Ladenburg und Heidelberg angelegt. Wohl um 90 n. Chr. wurde der römische Machtbereich an den mittleren Neckar vorgeschoben, indem unter anderem das Kastell Bad Wimpfen entstand. Jüngere Historiker datieren dieses Ereignis jedoch erst in die trajanische Zeit (vgl. Neckar-Odenwald-Limes). Auf diese Weise stand das Gebiet der Civitas Alisinensium zunächst unter militärischer Verwaltung. Um 145 n. Chr. wurden die anfänglichen Holzkastelle durch Steinkastelle ersetzt. Unter Kaiser Antoninus Pius (138 bis 161 n. Chr.) wurde der Neckar-Odenwald-Limes rund 20 km weiter nach Osten verlegt und damit wurden die Kastelle am Neckar nicht mehr notwendig. Die bisher bestandenen Lagerdörfer entwickelten sich zu zivilen römischen Siedlungen, allen voran in Bad Wimpfen entstand eine stadtähnliche Siedlung mit zentralörtlicher Funktion (siehe Vicus von Bad Wimpfen). Wohl noch in antoninischer Zeit entstand die zivile Verwaltungseinheit der Civitas Alisinensium.
Mit dem Limesfall um 260 n. Chr. besetzten die Alamannen das Gebiet.